# Municipio de Richmond (Illinois)
El municipio de Richmond (en inglés: Richmond Township) es un municipio ubicado en el condado de McHenry en el estado estadounidense de Illinois. En el año 2010 tenía una población de 6683 habitantes y una densidad poblacional de 78,52 personas por km².

## Geografía
El municipio de Richmond se encuentra ubicado en las coordenadas 42°27′19″N 88°17′47″O / 42.45528, -88.29639. Según la Oficina del Censo de los Estados Unidos, el municipio tiene una superficie total de 85.11 km², de la cual 84.62 km² corresponden a tierra firme y (0.58%) 0.49 km² es agua.

## Demografía
Según el censo de 2010, había 6683 personas residiendo en el municipio de Richmond. La densidad de población era de 78,52 hab./km². De los 6683 habitantes, el municipio de Richmond estaba compuesto por el 96.06% blancos, el 0.73% eran afroamericanos, el 0.21% eran amerindios, el 0.88% eran asiáticos, el 0.01% eran isleños del Pacífico, el 1.17% eran de otras razas y el 0.93% pertenecían a dos o más razas. Del total de la población el 4.58% eran hispanos o latinos de cualquier raza.